# Amaraji
Amaraji – miasto i gmina w Brazylii, w stanie Pernambuco, w mezoregionie Mata Pernambucana, w mikroregionie Mata Meridional Pernambucana. Według Brazylijskiego Instytutu Geograficzno-Statystycznego, 2010 roku miejscowość liczyła 21 925 mieszkańców.